# Tardona
Tardona est un village et une commune du comitat de Borsod-Abaúj-Zemplén en Hongrie. C'est là que le grand romancier hongrois Jókai Mór a trouvé refuge après l'écrasement de la Révolution hongroise de 1848.